# Walchen (Adelsgeschlecht)

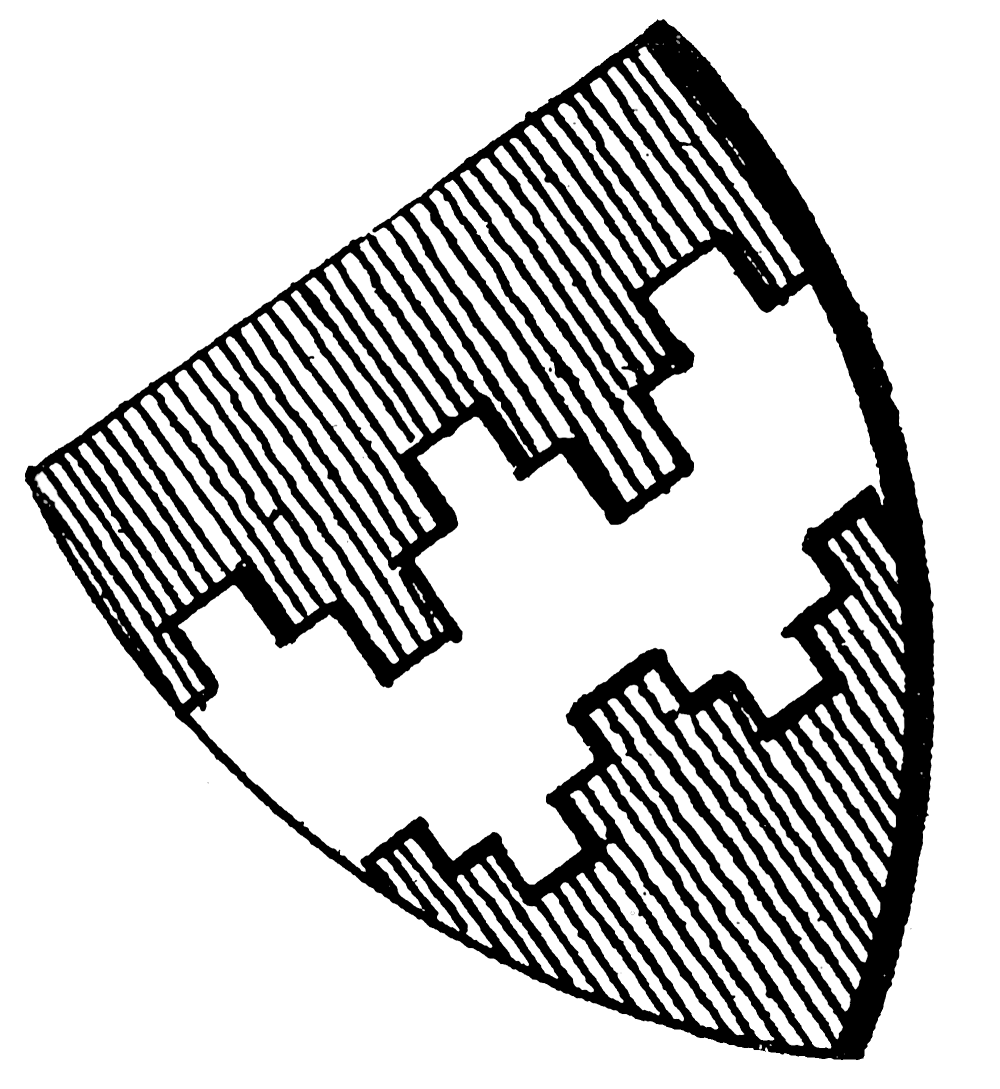
Wappen der Walchen in Siebmachers Wappenbüchern

Die Herren von Walchen (auch Walhen geschrieben) waren ein ursprünglich edelfreies, bayerisch-salzburgisches Adelsgeschlecht, das im Pinzgau und Pongau ansässig war. Die Stammburg der Walcher war die heute abgekommene Burg Walchen, in der Gemeinde Piesendorf gelegen. Die ersten Vertreter dieser Familie nannten sich auch von Pinzgau.

## Geschichte der Walcher
Der erste Walcher Wisint trat gemeinsam mit dem Felben Kraft von Pinzgau, dem Stammvater der Freien von Felben, 1133 in Urkunden auf. Auch zu den Pongau-Goldeggern gab es Beziehungen, woraus man auf eine Verwandtschaft zwischen diesen Familien schließen kann. Die Söhne Wisints, Konrad und Hermann, traten meist im Gefolge der Grafen von Frontenhausen-Lechsgemünd auf, was auf eine Lehensbeziehung schließen lässt.
Albero I. von Walchen, ein Enkel Konrads, wurde zeitlebens als Edelfreier bezeugt. Er und sein Bruder Otto schlossen in einer Urkunde vom 1. August 1254 mit dem Salzburger Erzbischof-Elekt Philipp von Spanheim Frieden, was bedeutete, dass sie zu Ministerialen des Erzbischofs geworden waren (so wurde am 27. August 1270 „Otto de Walihen ministerialis“ genannt). Anlass für die Auseinandersetzung war, dass Philipp von Spanheim den Walchern den unerlaubten Bau eines Turmes auf Kirchengrund und die Aneignung von Vogteirechten vorgeworfen hatte. In dem Friedensschluss heißt es: „weil wir einen neuen Turm im Gericht des Erzbischofs und auf dem Boden seiner Kirch gegen seinen Willen errichtet und uns die Vogteirechte angeeignet haben, die der Erzbischof vom verstorbenen Grimold von Saalfelden gekauft hatte“; diese Bemerkung könnte sich auf den Vogtturm in Zell am See beziehen.
Otto von Walchen erhielt von Erzbischof Ulrich I. im Jahr 1262 die Lehen seines verstorbenen Schwiegervaters Engelram von Hohenstein. Auch die Burg Hohenstein bei Marquartstein fiel an die Walcher. Nach dem Tode des Ortolf von Saalfelden fiel den Walchern weiteres reiches Erbgut zu; dieses beinhaltete Vogteirechte im Gebirge als Lehen des Erzstiftes, bayerische Lehen im Saalachtal und vor allem die Burg Lichtenberg.
Der dritte Bruder und der wohl berühmteste der Walcher war der Salzburger Erzbischof Friedrich II. von Walchen. Er war ein Parteigänger von König Rudolf von Habsburg und ging mit großer Entschiedenheit gegen die Salzburger Ministerialen vor, was in der Folge zur Entmachtung des Salzburger Adels führte.
Otto und Albero II. von Walchen teilten 1276 ihren Besitz. Aus diesem Anlass setzten Herzog Heinrich von Niederbayern und Erzbischof Friedrich II. von Walchen ein Schiedsgericht ein. Dieser Prozess bietet einen guten Überblick über den Besitz der Walcher. Zu dieser Zeit waren sie im Besitz von den Burgen Walchen und Lichtenberg, der Burg Saaleck und der Burg Kaprun. Des Weiteren besaßen sie Vogteirechte in Lofer, Saalfelden, Alm, Piesendorf und Plain. Sodann das Gericht Lofer und Besitzungen zu Saalfelden, Dienten, Unken, Luggau im Gasteinertal, in Alm, Hof im Brixental und im Leukental. Weiters sind zu nennen Forste in Lofer und in Unken sowie Zehente in Leogang. Dann besaßen die Walcher Lehen vom Bistum Regensburg, vom Kloster Rott am Inn und Vogteirechte über Besitzungen des
Klosters Tegernsee und das Berchtesgadener Gut Niederhaim im Pinzgau (heute Schloss Heuberg).
Zwischen den Brüdern kam es zu einem Zerwürfnis, bei dem Albero 1280 seinen älteren Bruder Otto verklagte, dass dieser ihm „Purch datz Salekk“ weggenommen habe, obwohl diese von beiden gekauft worden sei. Schließlich musste Albero auf Saalegg und Waidring verzichten. Ebenfalls 1280 verklagte Albero seinen Bruder beim Erzbischof Friedrich von Walchen, der „Turn ze Chaprunne“ sei ihnen beiden als Schadensersatz für die Übergriffe der Velber eingehändigt worden, aber Otto verweigere seinem Bruder die Inbesitznahme. Der spätere Erzbischof Rudolf von Hoheneck entschied diesen Streit dahingehend, dass den Kindern des verstorbenen Albero die Baukosten in der Walcherhälfte der Burg ersetzt werden sollten. Er begründete das Abkommen damit, dass die Walcher dazu beigetragen hätten, die Burg in ein erzbischöfliches Lehen umzuwandeln. Der Anteil Alberos fiel in der Folge an den Erzbischof, die Kinder Alberos durften aber bleiben.
Albero II. hinterließ bei seinem Tod († 1287) nur unmündige Kinder. Für diese wurde Gebhard von Felben zum Vormund bestellt und er sollte für die Walcher auch die Burg Lichtenberg verwalten. Da Gebhard aber im Zuge der Empörung der steirischen Adeligen, die im Landsberger Bund zusammengeschlossen waren und denen sich auch der Salzburger Erzbischof angeschlossen hatte, für Herzog Albrecht I. von Österreich Partei nahm, ging die den Walchern gehörende Burg an den Erzbischof verloren. Die Brüder Ortlieb und Albero III. von Walchen schlossen 1307 einen Dienstvertrag mit Erzbischof Konrad IV. von Fohnsdorf.
Nach einem Verstoß Ortliebs von Walchen verlor dieser 1333 seinen gesamten Besitz an Erzbischof Friedrich III. von Leibnitz und erhielt nur die Eigengüter zurück. Albero III. besaß zahlreiche Lehen vom Bistum Chiemsee. 1338 stellte er für diese ein Lehensbekenntnis aus.
Mit Jans von Walchen starb das Geschlecht 1410 im Mannesstamm aus; es hatte nur noch über den Stammsitz in Walchen und die damit verbundene kleine Herrschaft verfügt.

## Stammliste der Walcher
NN

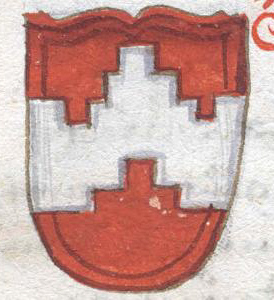
Wappen des Friedrich II. von Walchen in der Salzburgischen Chronik (1587)

1. Wisint von Pinzgau, urkundlich erwähnt 1120–1139
  1. Hermann I. von Pinzgau (bzw. später von Walchen), urkundlich erwähnt 1133–1160
    1. Hermann II., Geistlicher, † 1180 in Bologna
    2. Konrad von Walchen, * ca. 1176, † 30. Mai 1202
      1. Wilhelm von Walchen, ab 1240 Herr auf der Burg Walchen
      2. Albero von Walchen, urkundlich erwähnt ca. 1220, † 1247
        1. Otto der Ältere von Walchen, urkundlich erwähnt 1259–1289
          1. Elisabeth von Walchen ⚭ (20. November 1297) Ulrich von Freundsberg

        2. Friedrich II. von Walchen, Erzbischof von Salzburg, † 7. April 1284 in Friesach
        3. Albero II. von Walchen, † 1287
          1. Ortlieb von Walchen
            1. Agnes, ⚭ NN von Freundsberg, in zweiter Ehe ⚭ NN Leibnitzer, vor 1347

          2. Albero III. von Walchen
            1. Jens von Walchen, † 1410